# Braderochus mundus
Braderochus mundus là một loài bọ cánh cứng thuộc họ Xén tóc.